# Spathelia
Genre
Spathelia est un genre de plantes de la famille des Rutaceae. Les espèces sont originaires des Antilles et du Belize.

## Description
Spathelia sont des arbres ressemblant à des palmiers. Les individus de ce genre sont des arbres à tronc mince et non ramifié, possédant une couronne distale de feuilles composées et disposée en spirale.
Ces arbres sont monocarpiques c'est-à-dire qu'ils produisent une inflorescence distale volumineuse une seule fois dans leur vie et meurent après la fructification. Ils vivent entre 6 et 8 ans.

## Distribution et habitat
Le genre Spathelia est endémique des Antilles et du Belize.

## Liste des espèces
- Spathelia bahamensis
- Spathelia belizensis
- Spathelia brittonii
- Spathelia chimantaensis
- Spathelia coccinea
- Spathelia cubensis
- Spathelia fruticosa
- Spathelia giraldoana
- Spathelia glabrescens
- Spathelia jauaensis
- Spathelia leonis
- Spathelia lobulata
- Spathelia nebliaensis
- Spathelia pinetorum
  - Spathelia pinetorum var. megaphylla
  - Spathelia pinetorum subsp. megaphylla
- Spathelia rhoifolia
- Spathelia simplex
- Spathelia splendens
- Spathelia stipitata
- Spathelia subintegra
- Spathelia wrightii
- Spathelia yumuriensis

## Liste d'espèces
Selon Catalogue of Life (16 septembre 2019) :
- Spathelia bahamensis Marie-Vict.
- Spathelia belizensis Acev.-Rodr. & S. W. Brewer
- Spathelia brittonii P Wilson
- Spathelia coccinea G. R. Proctor
- Spathelia cubensis P. Wilson
- Spathelia glabrescens Planch.
- Spathelia simplex L.
- Spathelia splendens Urb.
- Spathelia subintegra Marie-Vict.
- Spathelia vernicosa Planchon
- Spathelia wrightii Marie-Vict.

Selon The Plant List (16 septembre 2019) :
- Spathelia excelsa (Krause) R.S. Cowan & Brizicky
- Spathelia terminalioides A.H. Gentry
- Spathelia ulei (Engl. ex Harms) R.S.Cowan & Brizicky

Selon Tropicos (16 septembre 2019) (Attention liste brute contenant possiblement des synonymes) :
- Spathelia bahamensis Vict.
- Spathelia belizensis Acev.-Rodr. & S.W. Brewer
- Spathelia brittonii P. Wilson
- Spathelia chimantaensis R.S. Cowan & Brizicky
- Spathelia coccinea Proctor
- Spathelia cubensis P. Wilson
- Spathelia excelsa (K. Krause) R.S. Cowan & Brizicky
- Spathelia fruticosa Cowan & Brizicky
- Spathelia giraldoana Parra-Os.
- Spathelia glabrescens Planch.
- Spathelia jauaensis R.S. Cowan
- Spathelia leonis Vict.
- Spathelia lobulata Urb.
- Spathelia neblinaensis Cowan & Brizicky
- Spathelia pinetorum Vict.
- Spathelia rhoifolia DC.
- Spathelia simplex L.
- Spathelia sorbifolia L.
- Spathelia splendens Urb.
- Spathelia stipitata Urb.
- Spathelia subintegra Vict.
- Spathelia terminalioides A.H. Gentry
- Spathelia ulei (Engl. ex Harms) Cowan & Brizicky
- Spathelia vernicosa Planch.
- Spathelia wrightii Vict.
- Spathelia yumuriensis Vict.